# Osiedle Młodych (Białystok)
Osiedle Młodych – osiedle Białegostoku

## Obiekty i tereny zielone
- Kościół parafialny pw. bł. Bolesławy Lament
- Centrum Handlowe Auchan Hetmańska, ul. Hetmańska 16
- Zakład Karny, ul. Hetmańska 89

## Opis granic osiedla
Od ul. gen. Wł. Sikorskiego, aleją Jana Pawła II, ul. Zwycięstwa, Kolejową, ul. H. Dąbrowskiego do torów kolejowych, torami do nowego tunelu, przez tunel do Hetmańskiej, ulicą Hetmańską do Marczukowskiej, ulicą Marczukowską do Skrajnej, Skrajną do ul. gen. Wł. Sikorskiego, ul. gen Wł. Sikorskiego do Al. Jana Pawła II.

## Ulice i place znajdujące się w granicach osiedla
Aleja Jana Pawła II, Asnyka Adama, Dąbrowskiej Marii, Dąbrowskiego Jana Henryka, Gałczyńskiego Konstantego Ildefonsa, gen. Władysława Sikorskiego, Gruntowa, Hetmańska (parzyste 2-42, nieparzyste 15-97), Kobryńska, Kolejowa (parzyste 26,26a ,nieparzyste), Konduktorska, Kossak-Szczuckiej Zofii, Kruczkowskiego Leona, Marczukowska, Nałkowskiej Zofii, Płaska, Promienna, Prowiantowa, Reymonta Władysława, Skrajna, Spokojna, Ślusarska, Zwycięstwa (nieparzyste).